# Centrale Økonomiske Region
Den Centrale Økonomiske Region (russisk: Центральный экономический район, tr. Tsentralnyj ekonomitjeskij rajon) er en af Ruslands tolv økonomiske regioner, der fungerer som administrative enheder.
Regionen ligger i det vestligste Rusland og inkluderer hovedstaden Moskva. Den er en vigtig industriel region, der udgør 32 % af det russiske bruttonationalprodukt.

## Sammensætning
De følgende områder er en del af den Centrale Økonomiske Region:
- Brjansk oblast
- Ivanovo oblast
- Kaluga oblast
- Kostroma oblast
- Moskva
- Moskva oblast
- Orjol oblast
- Rjasan oblast
- Smolensk oblast
- Tula oblast
- Tver oblast
- Vladimir oblast
- Jaroslavl oblast

56°N 39°Ø / 56°N 39°Ø